# Fläckvaxspindel
Fläckvaxspindel (Steatoda albomaculata) är en spindelart som först beskrevs av De Geer 1778.  Fläckvaxspindel ingår i släktet vaxspindlar, och familjen klotspindlar. Arten är reproducerande i Sverige. Utöver nominatformen finns också underarten S. a. infuscata.